# Guennadi Rojdéstvenski
Guennadi Rojdéstvenski (rus: Генна́дий Никола́евич Рожде́ственский)  (Moscou, 4 de maig de 1931 - Moscou, 16 de juny de 2018) va ser un director d'orquestra, pianista i compositor rus, especialista en la interpretació de la música del segle XIX i XX d'autors russos com Txaikovski, Prokófiev, Xostakóvitx, Schnittke, Gubaidúlina o Deníssov. Va ser un dels grans directors d'orquestra de la postguerra, el primer gran director rus que va dirigir una orquestra estrangera, la Simfònica de Moscou, sense abandonar la residència russa. També va ser famós per haver popularitzat la música de compositors prohibits per les autoritats russes com Poulenc, Hindemith i Britten.

## Biografia
Estudià piano amb Lev Oborin i direcció d'orquestra amb el seu pare que era el director Nikolai Anóssov (1900-1962) en el Conservatori de Moscou. La seva mare era la cantant Natàlia Petrovna. Amb vint anys debutà dirigint el ballet El Trencanous de Txaikovski en el Teatre Bolxoi. Durant el període al Conservatori va dirigir dues vegades l'orquestra estudiantil en actuacions premiades en concursos internacionals de música a Berlín i Bucarest, per la qual cosa ja començà a ser conegut a l'estranger.
Durant deu anys fou director assistent en el Teatre Bolxoi. Més tard arribaria a ser el director musical del Bolxoi (1964-1970), càrrec que compaginaria amb la seva feina de director artístic de l'Orquestra Simfònica de la Ràdio de l'URSS (1961-1974), on va dirigir l'estrena russa de Guerra i pau de Prokófiev (1959) i d'El somni d'una nit d'estiu de Britten (1965).
El 1971 va fundar i accedir al càrrec de director de l'Òpera de Cambra de Moscou. El 1974 va ser director artístic de la Filharmònica d'Estocolm (1974-1977). De 1978 a 1981, es va fer càrrec de la direcció de l'Orquestra Simfònica de la BBC i de 1981 a 1983 de la Simfònica de Viena. Del 1982 al 1991 va fundar i fou nomenat director de l'Orquestra Simfònica del Ministeri de Cultura de l'URSS. Des del 1987 va ser professor a l'Accademia Chigiana de Siena (Itàlia). Des del 2012 va dirigir el Teatre de Cambra Acadèmic de Moscou.
Rojdéstvenski fou un dels intèrprets més interessants en la música russa i estrangera del segle xx. Va enfortir l’interès per obres menys conegudes com la Segona, la Tercera i la Quarta simfonia de Prokófiev, així com diverses obres d’Hindemith, Berg, Schönberg i Martinů, l’òpera Mavra de Stravinski, El jugador de Prokófiev i La voix humaine de Poulenc.
Al mateix temps va promoure les obres de la generació més jove de compositors russos, incloses les obres de Rodion Sxedrín, Edvard Mirzoian, Gueorgui Kantxeli, Edgar Oganesian, Miroslav Skorik, Serguei Slonimski i altres; el 1991 va dirigir l'estrena de Jacob's Ladder de Dmitri Smirnov al Queen Elizabeth Hall de Londres.
Es casà en primeres núpcies amb la ballarina Nina Timoféieva i en segones amb la pianista Viktória Póstnikova. Va ser nomenat Artista Popular el 1966 i va rebre el Premi Lenin el 1970.

## Discografia
Rojdéstvenski va enregistrar més de 700 discos i CD. Va gravar tots els cicles de simfonies de Prokófiev, Xostakóvitx, Mahler, Glazunov, Bruckner. També va gravar moltes obres de Schnittke, que va dir sobre Rojdéstvenski: «... Podeu dir que la meva feina com a compositor gairebé tot depenia del contacte amb ell i de les nombroses converses que hi havia en aquell moment ... Rojdéstvenski va tenir una enorme influència en mi ...» (Vida musical. 1991. núm. 13-14. P. 3).